# Warwick Avenue
Warwick Avenue – stacja metra londyńskiego na trasie Bakerloo Line, położona w dzielnicy City of Westminster. Nie posiada nadziemnego budynku – podróżni wchodzą do części podziemnej schodami bezpośrednio z ulicy. Stacja należy do drugiej strefy biletowej. W roku 2007 skorzystało z niej ok. 4,22 mln pasażerów.
Stacja jest tytułowym "bohaterem" utworu Warwick Avenue walijskiej piosenkarki Duffy, wydanego w 2008 roku i pochodzącego z jej albumu Rockferry. Nagranie to dotarło na 3. miejsce na liście UK Official Top 40.

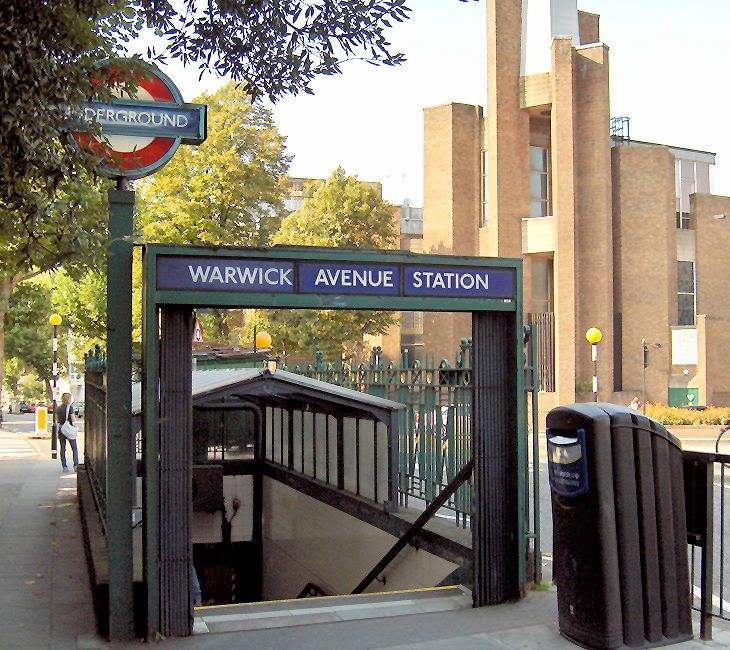
Wejście na stację